# Ekerö
Ekerö ist ein Ort (tätort) in der schwedischen Provinz Stockholms län und der historischen Provinz Uppland. Ekerö ist zugleich der Hauptort der gleichnamigen Gemeinde. Der Ort liegt auf einer Insel im Mälarsee und ist durch Brücken und Fährlinien mit dem Umland verbunden.
Die Hillersjöhällen und der Runenstein von Svartsjö (U 35) stehen in Ekerö,  in der Nähe der Burg Svartsjö, ebenso liegt dort das eisenzeitliche Gräberfeld von Kärrbacka.

## Persönlichkeiten
- Arvid Andersson (1896–1992), Turner
- Gunnar Brusewitz (1924–2004), Illustrator, Pressezeichner und Verfasser
- Ewa Björling (* 1961), Politikerin
- Fredrik Espmark (* 1970), Fußballspieler
- Edward Blom (* 1970), Archivar, Gastronomieexperte, Wirtschaftshistoriker und Schriftsteller
- Patrik Zackrisson (* 1987), Eishockeyspieler